# Cho Man-sik
Cho Man-sik (n. 1 februarie 1883, Kangso⁠(d), Provincia Pyongan de Sud, RPDC – d. 15 octombrie 1950, Phenian, RPDC) este un fost om politic coreean, fondator al Partidul Social-Democrat Coreean sub numele de Partidul Democrat Coreean.